# Cantón de Marsella-La Belle-de-Mai
El cantón de Marsella-la-Belle-de-Mai, anteriormente denominado cantón de Marsella V, era una división administrativa francesa, que estaba situada en el departamento de Bocas del Ródano y la región de Provenza-Alpes-Costa Azul.

## Composición
El cantón estaba formado por una fracción del distrito 3º de la comuna que le daba su nombre:
- Marsella (fracción)

## Supresión del cantón de Marsella-la-Belle-de-Mai
En aplicación del Decreto nº 2014-271 de 27 de febrero de 2014, el cantón de Marsella-la-Belle-de-Mai fue suprimido el 22 de marzo de 2015 y la fracción de la comuna que le daba su nombre se unió con las demás para que, por medio de una reestructuración cantonal, fueran creados los nuevos cantones de Marsella-1, Marsella-2, Marsella-3, Marsella-4, Marsella-5, Marsella-6, Marsella-7, Marsella-8, Marsella-9, Marsella-10, Marsella-11  y Marsella-12.